# Лінкольн (округ Баффало, Вісконсин)
Лінкольн (англ. Lincoln) — місто (англ. town) в США, в окрузі Баффало штату Вісконсин. Населення — 167 осіб (2020).

## Демографія
Згідно з переписом 2010 року, у місті мешкали 162 особи в 69 домогосподарствах у складі 52 родин. Було 123 помешкання
Расовий склад населення:
| - 100,0 % — білих |

До двох чи більше рас належало 0,0 %. Частка іспаномовних становила 6,8 % від усіх жителів.
За віковим діапазоном населення розподілялося таким чином: 13,6 % — особи молодші 18 років, 67,3 % — особи у віці 18—64 років, 19,1 % — особи у віці 65 років та старші. Медіана віку мешканця становила 51,3 року. На 100 осіб жіночої статі у місті припадало 121,9 чоловіків;  на 100 жінок у віці від 18 років та старших — 133,3 чоловіків також старших 18 років.
Середній дохід на одне домашнє господарство  становив 112 205 доларів США (медіана — 73 750), а середній дохід на одну сім'ю — 109 301 долар (медіана — 82 083). Медіана доходів становила 43 333 долари для чоловіків та 40 625 доларів для жінок. За межею бідності перебувало 4,4 % осіб, у тому числі 0,0 % дітей у віці до 18 років та 7,5 % осіб у віці 65 років та старших.
Цивільне працевлаштоване населення становило 112 осіб. Основні галузі зайнятості: сільське господарство, лісництво, риболовля — 25,0 %, виробництво — 20,5 %, транспорт — 12,5 %, науковці, спеціалісти, менеджери — 8,9 %.